# EMTEC
EMTEC es una compañía francesa que vende productos de soporte magnético y otros materiales (consumibles) relacionados con el mundo de los ordenadores, tiene su sede central en Gennevilliers, Francia. Como compañía, EMTEC ha experimentado varias transformaciones.

## Historia
- 1991 - La compañía química alemana BASF adquirió la división de cinta magnética de Agfa Gevaert creando BASF Magnetics.
- 1996 - BASF Magnetics se separó de BASF y pasó a ser una compañía independiente, pero aún el 100% de esta nueva empresa independiente era poseído por la BASF.
- 1997 - La compañía cambió su nombre a EMTEC Magnetics después de ser vendida a KOHAP, Ltd., una firma coreana con experiencia en PET, la base magnética usada para las cintas (TAPE).
- 1999 - EMTEC es fabricante licenciado (Conformidad-Verificado) de los productos de los medios de la tecnología de LTO.
- 2002 - Debido a la crisis financiera asiática, KOHAP vendió EMTEC a Legal and General Ventures Ltd. (LVG) una empresa de mantenimiento inglesa.
- Enero de 2003 - Se creó la subdivisión EMTEC Magnetics GmbH para la protección de la bancarrota en Alemania.
- Octubre de 2003 - Imation completó su adquisición de ciertos activos (incluyendo patentes y licencias) de EMTEC Magnetics GmbH para aproximadamente USD$15M.[1]
- 2004 - MPO France, conocida antes como Moulages Plastiques de l’Ouest (no confundir con Magnetic Products Oosterhout), adquirió activos de EMTEC Consumer Media GmbH. Esto incluyó derechos para utilizar el nombre comercial EMTEC.[2]
- 2004 - El equipo especializado de las plantas de Willstätt y de Múnich de EMTEC se liquida en subasta. Parte del equipo de producción de la cinta de audio analógica fue adquirido por RMGI que ahora hace la cinta de audio con marca EMTEC.
- Mayo de 2006 - EMTEC fue adquirido por el grupo de Dexxon, compañía francesa de distribución de productos de ordenador.

## Subsidiarios
- Pyral - basado en Avranches Francia, antes del grupo químico Rhône-Poulenc, se hizo independiente en 2004.
- EMTEC Magnetics GmbH - basado en Ludwigshafen est Rhein, Alemania e incluyó plantas de superficie que se convierten en importantes en Willstaett y Múnich, Alemania, actualmente difunta.
- EMTEC Consumer Media GmbH - basado en Ludwigshafen, pero incluyó muchos activos franceses. Esto incluyó también una facilidad de fabricación y de carga de casetes en Obenheim. Independiente en noviembre de 2002.
- EMTEC DataStoreMedia, Inc. - división americana de distribución.
- Da Amazônia de EMTEC - basado en Manaus, Brasil, planta de empaquetado.